# هاوکر سی هاوک
هاوکر سی هاوک (به انگلیسی: Hawker Sea Hawk) یک هواپیمای ساختِ کارخانهٔ هاوکر ایرکرفت در کشور بریتانیا است. نخستین استفاده‌کنندهٔ این هواپیما نیروی دریایی پادشاهی بریتانیا بوده‌است. این هواپیما برای نخستین بار در ۲ سپتامبر ۱۹۴۷ میلادی مورد استفاده قرار گرفت.